# بلیتز (شرکت)
بلیتز کو (انگلیسی: Blitz) شرکت خودروسازی ژاپنی است، که در سال ۱۹۸۰ تأسیس شد.